# نیکولا ماتیو
نیکولا ماتیو (فرانسوی: Nicolas Mathieu‎؛ زادهٔ ۱۹۷۸) نویسنده فرانسوی است. وی در سال ۲۰۱۸ به خاطر رمان فرزندانشان پس از آن‌ها برندهٔ جایزه گنکور شد.